# Федотов, Михаил Алексеевич (биатлонист)
Михаил Алексеевич Федотов (21 октября 1952, дер. Непременная Лудзя, Завьяловский район, Удмуртская АССР) — советский биатлонист, советский и российский тренер по биатлону. Бронзовый призёр чемпионата мира среди юниоров (1973), серебряный призёр чемпионата СССР в эстафете (1976). Мастер спорта СССР международного класса (1975), заслуженный тренер России (1993).

## Биография
Выступал за спортивное общество «Зенит» и город Ижевск. На республиканских соревнованиях представлял предприятие «Ижпланета». Тренеры: Е. С. Ярунина, З. Г. Галеев, И. И. Тютеев, в сборной — В. Н. Пшеницын.
В декабре 1972 года стал бронзовым призёром юношеских соревнований «Ижевская винтовка» в эстафете в составе сборной Удмуртской АССР. В 1973 году выиграл серебро в индивидуальной гонке на Кубке СССР среди юниоров в Цахкадзоре.
В 1973 году стал бронзовым призёром юниорского чемпионата мира в Лейк-Плэсиде, в эстафете 3х7,5 км вместе с товарищами по сборной СССР Валерием Ханзиным и Александром Богдановым.
В апреле 1973 года выиграл серебряные медали чемпионата РСФСР среди взрослых в эстафете в составе команды Удмуртии. В 1975 году занял четвёртое место в индивидуальной гонке на международных соревнованиях в Кавголово, отстав на 15 секунд от бронзового призёра Николая Круглова. В том же сезоне одержал победу в индивидуальной гонке на международных соревнованиях в Румынии, за этот успех получил звание Мастер спорта СССР международного класса. В 1975 и 1976 годах становился вторым на «Ижевской винтовке» в эстафете.
В 1976 году выиграл серебряные медали чемпионата СССР в эстафете в составе сборной общества «Зенит».
По окончании спортивной карьеры перешёл на тренерскую работу. Работает тренером ССШОР по биатлону Удмуртской Республики (Ижевск). Был первым тренером чемпиона мира Алексея Кобелева. Награждён званиями Заслуженный тренер России, тренер высшей квалификационной категории.